# Crónica dos Bons Malandros
Crónica dos Bons Malandros é um livro do escritor português Mário Zambujal, publicado em 1980 pela
Bertrand Editores. As edições mais recentes são publicadas pela Clube do Autor.
Em Outubro de 1984 estreou o filme baseado na obra, realizado por Fernando Lopes.
Na RTP1, em Dezembro de 2020, estreou série televisiva com o mesmo título a partir do livro do escritor.

## Enredo
Uma quadrilha decide assaltar o Museu Gulbenkian, farta dos seus banais assaltos. Durante o livro, fala sobre a vida de cada um dos elementos da quadrilha e como se conheceram. Mas o assalto ao museu não correu como esperavam...
Esta história é sobre um golpe, um golpe nunca antes imaginado, audacioso, com lucros suficientes para que todos os membros da Quadrilha de Renato pudessem deixar a vida do crime – sim, porque ninguém rouba ou mata por gosto, mas por não terem tido outra escolha. Aquele era o golpe da vida deles - o último golpe: não teriam de roubar mais, a partir daí passariam a viver do lado correcto da lei.
Este livro fala-nos de Renato, Marlene, Flávio, Arnaldo, Pedro, Adelaide e Silvino, todos rejeitados pela sociedade por falta de oportunidade ou por falta de confiança de todos, incluindo os que mais queridos lhes eram. Deram por si mesmos a viver do outro lado das leis, deram por si mesmos a roubar e/ou matar. Mais tarde, encontram-se todos (ou Renato os encontrou a eles), e formaram uma quadrilha chamada a Quadrilha de Renato.
Neste livro, a maior parte dos capítulos é a história de cada um dos membros do grupo e de que forma é que foram parar à Quadrilha de Renato, não tanto do seu audacioso golpe, que os tiraria da vida do crime.

## Edições
A edição de 2008 possui ilustrações de João Fazenda.